# Wojciech Łotocki
Wojciech Łotocki – porucznik 2. Regimentu Pieszego Buławy Wielkiej Litewskiej, uczestnik wojny polsko-rosyjskiej 1792, odznaczony Krzyżem Kawalerskim Orderu Virtuti Militari.